# ماعص
ماعص هي قرية سورية صغيرة توجد في محافظة ريف دمشق في منطقة قطنا .

## أصل التسمية
الأصل اسمها ناعص الزيتون، وذلك لكثرة معاصر الزيتون فيها قديمًا، يرجع إلى مئات السنين هذا ماتدل عليه بقايا معاصر الزيتون.